# آنتونی ایدن
سر رابرت آنتونی ایدن‏ (انگلیسی: Robert Anthony Eden، زادهٔ ۱۲ ژوئن ۱۸۹۷ – درگذشتهٔ ۱۴ ژانویه ۱۹۷۷) ارل ایوِن، سیاستمدار محافظه‌کار بریتانیایی و نخست‌وزیر این کشور از ۱۹۵۵ تا ۱۹۵۷ بود. وی در یک دوره بیست ساله نیز از ۱۹۳۵ تا ۱۹۵۵ شامل دوران جنگ جهانی دوم، سه بار وزیر خارجه بریتانیا شد. در زمان ملی شدن صنعت نفت ایران، وی وزیر خارجه بریتانیا در کابینه وینستون چرچیل بود.
رهبری سیاسی او در دهه‌های ۴۰ تا۵۰ میلادی بود ولی با شکست در سیاست‌های خاورمیانه‌ای، پایان دوران نخست‌وزیری وی رقم زده شد. شهرت او به عنوان یک دیپلمات متبحر در جریان حمله نظامی بریتانیا و فرانسه به کانال سوئز و عدم پشتیبانی ایالات متحده آمریکا از این موضوع در هاله‌ای از ابهام فرورفت که باعث بحران در حزب شد و به عنوان یک پسروی در سیاست خارجی بریتانیا تلقی شد که علامتی بود از پایان استیلای بریتانیا در خاورمیانه.

## یادداشت
1. ↑  Earl of Avon